# Scorodophloeus fischeri
Scorodophloeus fischeri là một loài thực vật có hoa trong họ Đậu. Loài này được (Taub.) J.Leonard miêu tả khoa học đầu tiên.